# Euphorbia genoudiana
Espèce
Statut CITES
Euphorbia genoudiana est une espèce de plantes à fleurs de la famille des Euphorbiaceae. C'est une plante tropicale endémique de Madagascar.